# Rocks and Honey
Rocks and Honey (с англ. — «Рок и мёд») — шестнадцатый студийный альбом валлийской певицы Бонни Тайлер, впервые выпущенный лейблом ZYX Music 8 марта 2013 года. Rocks and Honey был выпущен спустя восемь лет после выпуска альбома Wings в 2005 году, это был самый длинный разрыв между релизами альбомов в карьере Тайлер. Это первый из студийных альбомов Тайлер с 1988 года, который попал в чарт Великобритании. Треки альбома написали такие песенники из Нашвилла, как Фрэнк Джей Майерс, Десмонд Чайлд, Бретт Джеймс и Бет Харт. Альбом состоит из ряда кантри-песен, напоминающих кантри-альбомы Тайлер 1970-х годов с элементами рока.
Альбом получил в целом положительные отзывы от музыкальных критиков, которые хвалили вокал Тайлер и составляющую альбома. Rocks and Honey попал в чарты Европы, достигнув 28-й позиции в Дании, 52-й в Великобритании и 59-й в Германии и Швейцарии. Тайлер отправилась в турне по Южной Африке в 2013 году после песенного конкурса конкурса «Евровидение». Сингл «Believe in Me» представлял Великобританию на песенном конкурсе «Евровидение-2013» в Мальмё, Швеция, 18 мая 2013 года и попал в UK Singles Chart, где занял 93 позицию. Альбом был назван в связи с контрастом между голосами Тайлер и партнёром по дуэту Винса Гилла в треке «What You Need From Me». Следующие синглы «This Is Gonna Hurt» и «Love Is the Knife» были выпущены в августе и сентябре 2013 года соответственно.

## Предпосылки
Планы по выпуску Rocks and Honey датированы ещё 2008 годом, когда в турецкой газете было опубликовано интервью с Тайлер, которое предшествовало концерту на Северном Кипре. Она объявила, что будет работать с Джимом Стейнманом над новым альбомом и планирует выпустить его летом 2009 года. По состоянию здоровья Стейнман не работал над альбомом. Затем в сентябре 2008 года Тайлер дала интервью интернет-радиошоу The Bat Segundo Show, где заявила, что записала демозаписи нескольких треков и подошла к Брайану Адамсу, чтобы создать дуэт для альбома, но он сказал, что это «не лучшее время».
Во время интервью 2010 года в Новой Зеландии, когда Тайлер готовилась выступить на благотворительном концерте, она заявила, что записала шесть треков альбома, ожидая релиза в какой-то момент 2011 года. За годы, предшествовавшие выпуску альбома, Тайлер исполнила новые песни, такие как «You Are The One», «Do not Tell Me It's Over Now», «It's My Name» и «Is That Thing Loaded?». Тем не менее, ни одна из этих песен не была добавлена к альбому, несмотря на то, что Тайлер объявила во время разных концертов, что они были записаны или должны были быть записаны для него. Песня «Under One Sky» также должна была быть выпущена в новом альбоме, но вместо этого была выпущена в альбоме-сборнике Тайлер, Best of 3 CD. В интервью во время продвижения альбома в Великобритании она заявила, что есть вероятность, что «Is That Thing Loaded?» может быть включена в будущий альбом.
22 февраля 2012 года Десмонд Чайлд объявил в своем Твиттере, что Тайлер записывает некоторые из своих песен в Нэшвилле с продюсером Дэвидом Хаффом. Новости о новом альбоме было опубликовано на старом сайте Тайлер 13 февраля 2012, где было объявлено, что Тайлер записывалась в Нэшвилле. Новость о демозаписи «What You Need From Me?» была добавлена 16 апреля 2012 года, где также говорилось, что она посетила Лос-Анджелес, где ей помогли с микшированием некоторых треков. Тайлер опубликовала название альбома во время интервью в Норвегии в июле того же года.
Между выпусками Rocks and Honey и Wings в 2005 году Тайлер выпустила ряд сборников, включая Best of 3 CD со Stick with Music, её предыдущей компанией звукозаписи. ZYX Music стала первой компанией звукозаписи, которая выпустила Rocks and Honey, которая впервые подписала контракт с Тайлер в 2011 году и выпустила на CD и DVD её концертный альбом Live in Germany 1993.
Между выпуском «Rocks and Honey» и альбома «Wings» в 2005 году Тайлер выпустила ряд сборников, включая «Best of 3 CD» со Stick with Music, её предыдущей компанией звукозаписи. ZYX Music стала первой компанией звукозаписи, выпустившей «Rocks and Honey», которая впервые подписала контракт с Тайлер в 2011 году и выпустила на CD и DVD её концертный альбом «Live in Germany 1993».

### Название альбома
Песня «What You Need From Me» была написана Джоном Рендоллом и Джесси Александером, а демо было сыграно Тайлер во время посещения издательской компании в Нэшвилле в 2011 году. Услышав песню, она подошла к Винсу Гиллу, чтобы записать трек дуэтом. После записи песни Тайлер заявила, что кто-то сравнил её голос и голос Гилла с комбинацией «рока» и «мёда», что привело к тому, что Тайлер назвала альбом Рок и мёд (Rocks and Honey). Американская певица Мелисса Боллеа и Билл ДіЛуїджі написали песню с тем же названием для Тайлер, хотя она уже окончательно определила название альбома и отклонила эту песню.

## Создание
Большинство песен было записано в разных студиях Теннесси в период с февраля по май 2012 года. Тайлер ранее заявляла, что у неё достаточно материала, что остался от издателей из Нэшвилла, для семнадцатого студийного альбома.
Две песни были написаны Десмондом Чайлдом. Это был первый раз, когда Тайлер работала с Чайлдом с 1988 года, последний раз они работали над альбомом «Hide Your Heart». Все тринадцать треков были недавно записаны Тайлер, с включением двух каверов: «Flat on The Floor» был изначально записан Кэрри Андервуд для её альбома «Carnival Ride» 2007 года, и «All I Ever Wanted» был впервые записан Потому Дэвидсоном в 2010 году.
Пока Тайлер и её менеджер жили в Нэшвилле, они посетили вечер песенников в кафе Bluebird, где она впервые обнаружила несколько треков, которые были включены в «Rocks and Honey».

### Синглы
Песня «Believe in Me» была объявлена участницей песенного конкурса «Евровидение» от Великобритании 7 марта, и была выпущена в Великобритании как сингл для интернет-загрузки 13 марта и как CD-макси 15 марта в Европе. Песня постоянно транслировалась на BBC Radio 2, которое включило сингл в свой список воспроизведения. 28 марта 2013 года они также включили сингл в список «запись недели». В интервью журналу Female First в апреле 2013 года Тайлер объявила, что вполне вероятно, что трек «Sunshine» станет вторым синглом альбома. Однако позже было объявлено, что «This Is Gonna Hurt» станет вторым синглом, который был выпущен в августе 2013 года на CD и цифровом носителе. 16 сентября было объявлено, что «Love Is the Knife» станет третьим синглом, выпущенным в Скандинавии в цифровом формате. Она исполнила песню на датском телешоу Charlies Hjertegalla.
Хотя сама Тайлер не выпустила песню «Mom», позже она была выпущена как сингл Гартом Бруксом из его альбома 2014 года «Man Against Machine».

### Тур
Тайлер выразила желание гастролировать с новым альбомом по Великобритании и Франции. Во время продвижения альбома во Франции 1 июня 2013 года она встретилась с туркомпанией, чтобы обсудить тур по Франции. В августе 2013 года Тайлер начала свой тур по Южной Африке 2013 года, в котором она выступила на пяти концертах в трех разных городах Южной Африки.

### Бонни Тайлер на песенном конкурсе «Евровидение»
28 апреля Тайлер провела несколько интервью со СМИ, включая «Digital Spy», «The Sun» и «The Daily Mail». В середине дня Тайлер дал интервью, а потом исполнил акустическую версию песни на программе «BBC Radio 2» — «Weekend Wogan», со своей группой для «Евровидения».
Для дальнейшей рекламной акции Тайлер стала гостем передачи «The One Show» 19 марта 2013 года, и была опрошена на нескольких британских радиостанциях, после чего она попала до Большого финала. 19 мая, на следующий день после «Евровидения», британская музыкальная организация «Official Charts Company» объявила, что песня Тайлера набрала наивысшую позицию из всех записей для «Евровидения» в Великобритании.
После того, как конкурс завершился, «BBC» опубликовала реакцию нескольких журналистов и певцов на Тайлер, которая закончила его с 19-й позицией. Ирландский абитуриент и трехкратный победитель «Евровидения» Джонни Логан похвалил Тайлер, но утверждал, что песня недостаточно сильная. Он продолжил: «Если вы собираетесь выиграть „Евровидение“, чтобы пройти через невероятное голосования, которое я заметил за последние несколько лет, у вас должно быть нечто, что будет выделяться над всем остальным. В противном случае вы просто будете надеяться набрать 10 или 11 голосов». Точно так же британский певец Натан Мур согласился с тем, что песня недостаточно сильна, но сказал: «Это была отличная идея, чтобы привлечь Бонне, там очень много любви к Бонни». Мик Дэйлли (с «Yahoo! News») согласились с тем, что «хотя сама Тайлер была в форме, прекрасно пела и будила толпу своим подиумным финалом, „Believe in Me“ была просто недостаточно доброй песней». Британская победительница «Евровидения» 1997 года Катрина Лесканіч (из группы «Katrina and the Waves») заявила, что она была недовольна победой Дании и ожидала, что Тайлер поднимется выше, чем она. Британский журналист Дэйв Гудман признал, что выступление Тайлер на конкурсе для Великобритании был лучше по сравнению с предыдущим годом, хотя и утверждал, что это было сочетание плохой позиции в порядке исполнения и песни, что удержало Великобританию от занятия более высокой позиции.

## Оценки критиков
| Оценки критиков     | Оценки критиков |
| Источник            | Оценка          |
| ------------------- | --------------- |
| Daily Express       | [ 28 ]          |
| Entertainment Focus | [ 29 ]          |
| MigMag              | (7/10)          |
| Music-News          | [ 31 ]          |
| Music OMH           | [ 32 ]          |
| So So Gay           | [ 33 ]          |
| The Yorkshire Times | [ 34 ]          |
| Virgin Media        | [ 35 ]          |

«Rocks and Honey» получил смешанные отзывы критиков с момента своего выпуска. Дирк Нойхаус из журнала «Country Rock» опубликовал благоприятный отзыв об альбоме, отдав должное Дэвиду Хаффу и Мэтту Дэвису за продюсирование альбома и назвав «What You Need From Me» «фантастическим треком». Норберт Шпигель с «G+J Entertainment Media» подчеркнул треки «Sunshine» как песню «что приятно цепляет», и «What You Need From Me» как «сенсационный». Он описал весь альбом как «выдающийся». Джереми Уильямс из «The Yorkshire Times» дал альбому оценку 5/5. Он спрашивал: «А у шершавого вокала Бонни Тайлер все ещё есть то, что заставляет тебя чувствовать покалывание? Простой ответ — да», и отмечает альбом как «впечатляющее возвращение к корням своей страны». Он также задавал вопросы, почему трек «Little Superstar» не был выбран для участия Великобритании на песенном конкурсе «Евровидение» вместо «Believe in Me». Аналогичным образом, Энди Сніппер с «Music-News» предположил, что трек «Mom» лучше подходил бы для песенного конкурса «Евровидение», описывая «Rocks and Honey» как «прекрасный альбом».
Альбом получил смешанный отзыв от Адама Кэрролла из «Seen It Heard It». Кэрролл говорил, что «This Gonna Hurt» обеспечивает солидный старт альбома, а «Sunshine» — его любимая песня, хотя он не увлекается балладами, он описал «Believe in Me» как фантастическую песню. Тем не менее, он считает, что «What You Need From Me» является одной из самых слабых треков в альбоме, описывая голос Тайлер как «грубый и избитый», и что её голос Винса Гилла не очень хорошо сочетаются. Несмотря на это, он по-прежнему описал альбом как солидный, и заканчивал словами: «Бонни Тайлер доказывает, что она как и раньше одна из величайших вокалисток». Айан Гіттінс с «Virgin Media» дал альбому 3 звезды. Он заявил, что у альбома нет ничего нового, и он мог бы быть записан в любое время между 1978 годом и сегодняшним днем. Самым критическим для альбома был Томас Ингем с «OMH Media», который дал альбому 2 с половиной звезды, описал формат альбома как «простой — громкий, тихий, громкий, тихий» и составлен из смеси «сырных баллад» и «кантри поп-рока», описывая песню «Flat On The Floor» как «шаблонную, но тревожно заметную». Он закончил с предсказанием, что Тайлер не сможет вывести Великобританию из тенденции плохих результатов на Евровидении.

## Трек-лист
| №                   | Название                                  | Автор(ы)                                            | Длительность |
| ------------------- | ----------------------------------------- | --------------------------------------------------- | ------------ |
| 1.                  | «This Is Gonna Hurt»                      | Kurt Allison, Kelly Archer, David Fanning           | 3:07         |
| 2.                  | «Sunshine»                                | Stefanie Ridel, Michael Smith, Jen Alden            | 2:52         |
| 3.                  | «Believe in Me»                           | Desmond Child, Lauren Christy, Christopher Braide   | 3:57         |
| 4.                  | «What You Need From Me» (with Vince Gill) | Jon Randall, Jessi Alexander                        | 4:03         |
| 5.                  | «Crying»                                  | James House, Kyle Jacobs, Drew Copeland             | 3:24         |
| 6.                  | «Little Superstar»                        | House, Beth Hart                                    | 3:08         |
| 7.                  | «Flat on the Floor»                       | Ashley Monroe, Brett James                          | 3:20         |
| 8.                  | «All I Ever Wanted»                       | Frank J. Myers, Gary Baker, Zoran Konevic           | 3:46         |
| 9.                  | «Stubborn»                                | Child, Keeley Hawkes, Peter Mansson                 | 3:46         |
| 10.                 | «Love Is the Knife»                       | J.D. Leonard, Jim Sells                             | 4:40         |
| 11.                 | «Lord Help Me»                            | Monroe, Katrina Elam, Carrie Underwood              | 3:33         |
| 12.                 | «Mom»                                     | Wynn Varble, Don Sampson                            | 3:54         |
| 13.                 | «You Try»                                 | Anthony Little, Greg Friia, Mary Danna, Andrew Lane | 4:19         |
| 14.                 | «Believe in Me» (Eurovision/radio edit)   | Child, Christy, Braide                              | 3:01         |
| Общая длительность: | Общая длительность:                       | Общая длительность:                                 | 51:14        |